# حصار سرقوسة (827-828)
حصار سرقوسة 827-828 كان أول محاولة أغالبية لغزو مدينة سرقوسة الصقلية والتي كانت حينها مقاطعة بيزنطية. نزل الجيش الأغالبي في صقلية قبل أشهر قليلة بدعم من الجنرال البيزنطي المتمرد فيمي. استمر الحصار طوال شتاء 827-828 وحتى الصيف. عانى المسلمون من نقص الغذاء والمرض الذي فتك بأسد بن الفرات مما دفعهم للانسحاب.